# Урульга (село)
Урульга́ (рос. Урульга) — село у складі Каримського району Забайкальського краю, Росія. Адміністративний центр Урульгинського сільського поселення.

## Населення
Населення — 3150 осіб (2010; 3247 у 2002).
Національний склад (станом на 2002 рік):
- росіяни — 97 %